# Born Romantic
Pour plus de détails, voir Fiche technique et Distribution.
Born Romantic est un film britannique réalisé par David Kane en 2000.

## Synopsis
Les mystères de la vie, de l'amour et des femmes, voilà ce qu'essaient d'explorer trois anglais de style différent : Fergus, musicien raté, Eddie, voleur à la tire, et Frankie, séducteur à la façon années 1950. Passant par un club de salsa, ils vont se rendre compte d'une chose : côté séduction, ils ne sont pas si forts qu'ils pensaient !

## Fiche technique
- Scénario : David Kane
- Musique : Simon Boswell
- Photographie : Robert Alazraki
- Production : Michele Camarda, Sally French, Alistair MacLean-Clark, Melvyn Singer, David M. Thompson pour BBC, Harvest Pictures, Kismet Film Company et Random Harvest Pictures
- Genre : Comédie romantique
- Durée : 96 min
- Date de sortie : 2000 au Royaume-Uni
- Couleur : DeLuxe
- Son : Dolby Digital

## Distribution
- Craig Ferguson : Frankie
- Jane Horrocks (VF : Nathalie Spitzer) : Mo
- Adrian Lester : Jimmy
- Catherine McCormack (VF : Martine Irzenski) : Jocelyn
- Jimi Mistry (VF : Patrick Mancini) : Eddie
- David Morrissey : Fergus
- Olivia Williams : Eleanor
- Kenneth Cranham : Barney
- John Thomson (en) : premier chauffeur de taxi
- Ian Hart : autre chauffeur de taxi
- Paddy Considine : Ray
- Hermione Norris : Carolanne
- Sally Phillips : Suzy
- Jessica Stevenson : Libby
- Martin Savage : Wayne
- Tony Maudsley : Turnkey